# USS Lardner (DD-286)
USS Lardner (DD-286) là một tàu khu trục lớp Clemson được Hải quân Hoa Kỳ chế tạo vào cuối Chiến tranh Thế giới thứ nhất. Nó là chiếc tàu chiến đầu tiên của Hải quân Hoa Kỳ được đặt theo tên Chuẩn đô đốc James L. Lardner (1802-1881), người tham gia cuộc Nội chiến Hoa Kỳ. Lardner ngừng hoạt động năm 1930 và bị tháo dỡ năm 1931 nhằm tuân thủ quy định hạn chế vũ trang của Hiệp ước Hải quân London.

## Thiết kế và chế tạo
Lardner được đặt lườn vào ngày 16 tháng 6 năm 1919 tại xưởng tàu Squantum Victory Yard của hãng Bethlehem Shipbuilding Corporation ở Squantum, Massachusetts. Nó được hạ thủy vào ngày 29 tháng 9 năm 1919, được đỡ đầu bởi cô Margaret Large, cháu của Chuẩn đô đốc Lardner; và được đưa ra hoạt động vào ngày 10 tháng 12 năm 1919 dưới quyền chỉ huy của Hạm trưởng, Thiếu tá Hải quân M. B. DeMott.

## Lịch sử hoạt động
Được phân về Lực lượng Khu trục trực thuộc Hạm đội Đại Tây Dương, Lardner khởi hành từ Newport, Rhode Island để đi vịnh Guantánamo, Cuba, nơi nó tham gia các cuộc thực tập chiến thuật, thực hành chiến trận và cơ động hạm đội. Nó quay trở về Boston, Massachusetts vào ngày 15 tháng 5 năm 1920 và hoạt động cùng với Hải đội Khu trục để tuần tra tại vùng bờ biển Florida. Vào ngày 28 tháng 8, nó tham gia cùng hạm đội dự bị tại Charleston, South Carolina để huấn luyện nhân sự Hải quân Dự bị, cho đến khi khởi hành đi Jacksonville, Florida vào tháng 4 năm 1921.
Lardner hoạt động dọc theo vùng bờ Đông trong các năm 1921 và 1922. Vào tháng 1 năm 1923, nó rời để tham gia cùng Hạm đội Tuần tiễu ngoài khơi Cuba, và đến tháng 2 lại tham gia cùng Hạm đội Thái Bình Dương ngoài khơi Panama. Nó quay trở về Norfolk, Virginia vào ngày 24 tháng 4 năm 1923 để tái trang bị, rồi gia nhập trở lại Hạm đội Tuần tiễu ngoài khơi bờ biển New England cho đến mùa Đông, khi nó lên đường đi đến vùng biển Caribe, và quay trở về Hoa Kỳ vào mùa Xuân năm 1924. Nó tuần tra dọc theo bờ biển Đại Tây Dương cho đến tháng 9 năm 1925, rồi khởi hành từ New York để đi vịnh Guantánamo, Cuba và Haiti, quay trở về Charleston vào ngày 28 tháng 4 năm 1926.
Đến ngày 17 tháng 6 năm 1926, Lardner được bố trí sang Đội khu trục 27 và lên đường đi sang Châu Âu. Đến tháng 9, nó viếng thăm Gibraltar cùng nhiều cảng khác tại khu vực Địa Trung Hải. Nó lên đường quay trở về Hoa Kỳ, kéo theo chiếc Scorpion, và về đến Philadelphia, Pennsylvania vào ngày 12 tháng 7 năm 1927. Từ tháng 8 năm 1927 đến tháng 9 năm 1929, nó tiếp tục các hoạt động thường lệ dọc theo vùng bờ Đông, với các chuyến đi mùa Đông hàng năm đến vùng biển Caribe, thường là để huấn luyện nhân sự Hải quân Dự bị.
Lardner được cho xuất biên chế tại Philadelphia vào ngày 1 tháng 5 năm 1930 nhằm tuân thủ các điều khoản hạn chế vũ trang của Hiệp ước Hải quân London. Tên nó được cho rút khỏi danh sách Đăng bạ Hải quân vào ngày 22 tháng 10 năm 1930; và lườn tàu được bán cho hãng Boston Iron & Metal Company ở Baltimore, Maryland vào ngày 17 tháng 1 năm 1931 để tháo dỡ.